# Latinovac
Latinovac falu Horvátországban, Pozsega-Szlavónia megyében. Közigazgatásilag Cseglényhez tartozik.

## Fekvése
Pozsegától légvonalban 21, közúton 28 km-re keletre, községközpontjától  2 km-re nyugatra, a Dilj-hegység északi lejtői alatt, a Pozsegai-medencében, a Longya jobb partján fekszik.

## Története
A határában talált történelem előtti és ókori leletek tanúsága szerint itt már ősidők óta éltek emberek. Josip Buturac szerint a mai Latinovac helyén a középkorban a Kernyakóc nevű település állt. 1413-ban „Kernyakoch” néven tűnik fel először, majd 1499-ben „Kernyakowcz” alakban említik. A gradistyai uradalomhoz tartozott.
A térséget 1536 körül foglalta el a török és több, mint 150 évig török uralom alatt volt. A török uralom idején a részben katolikus, részben muzulmán hitre tért horvátok mellé a településre Boszniából pravoszláv szerbek települtek. Valószínűleg a katolikusok által lakott részt nevezték el Latinovcinak. A felszabadító harcok során a katolikus lakosság kihalt, a muzulmánok pedig Boszniába távoztak. A megmaradt pravoszláv lakosság beköltözött a gazdagabb katolikus falurészre, ezért maradhatott fenn a Latinovac név. A 18. és 19. század során az eredeti szerb lakosság kihalt, de helyükre újabb szerb családok érkeztek.
A térség 1687-ben szabadult fel a török uralom alól. 1698-ban „Latinczi” néven 6 portával szerepel a török uralom alól felszabadított települések összeírásában.
 1702-ben 17, 1768-ban 37 ház állt a településen.
Az első katonai felmérés térképén „Dorf Latinovacz” néven található. Lipszky János 1808-ban Budán kiadott repertóriumában „Lattinovacz” néven szerepel. 
Nagy Lajos 1829-ben kiadott művében „Latinovacz” néven 38 házzal, 261 ortodox vallású lakossal találjuk.
1857-ben 265, 1910-ben 338 lakosa volt a településnek. Az 1910-es népszámlálás szerint lakosságának 69%-a szerb, 16%-a magyar, 13%-a horvát, 2%-a cseh anyanyelvű volt. Pozsega vármegye Pozsegai járásának része volt. Az I. világháború után 1918-ban az új szerb-horvát-szlovén állam, majd később (1929-ben) Jugoszlávia része lett. 1991-től a független Horvátországhoz tartozik. 1991-ben lakosságának 67%-a szerb, 18%-a horvát, 11%-a jugoszláv nemzetiségű volt. 2011-ben a településnek 68 lakosa volt. Közösségi háza van.

## Lakossága
| Lakosság változása | Lakosság változása | Lakosság változása | Lakosság változása | Lakosság változása | Lakosság változása | Lakosság változása | Lakosság változása | Lakosság változása | Lakosság változása | Lakosság változása | Lakosság változása | Lakosság változása | Lakosság változása | Lakosság változása | Lakosság változása |
| ------------------ | ------------------ | ------------------ | ------------------ | ------------------ | ------------------ | ------------------ | ------------------ | ------------------ | ------------------ | ------------------ | ------------------ | ------------------ | ------------------ | ------------------ | ------------------ |
| 1857               | 1869               | 1880               | 1890               | 1900               | 1910               | 1921               | 1931               | 1948               | 1953               | 1961               | 1971               | 1981               | 1991               | 2001               | 2011               |
| 265                | 246                | 173                | 211                | 271                | 338                | 343                | 343                | 274                | 312                | 307                | 252                | 175                | 132                | 84                 | 68                 |

## Nevezetességei
Szent György vértanú tiszteletére szentelt pravoszláv temploma.
A Latinovaci Ökoközpontot 1995-ben alapította három horvát és három német fiatal békeaktivista, akik közösség létesítése, egymás megismerése és a békés közös munka céljából megvásároltak itt egy kisebb gazdaságot. A szervezők számos oktatási programot, együttműködési projektet és önkéntes kezdeményezést indítottak a közvetítés, a konfliktusmegoldás, a környezettudatosság, valamint a kulturális hagyományok és örökség megőrzése és előmozdítása területén. Az ökoközpont fő projektje a nyári béketábor, ahova volt Jugoszláviából származó fiatalokat hívjnak meg műhelyekbe, képzésekre, projektekre és egyéb tevékenységekre, amelyek tudatosságot, bizalmat, kommunikációs készségeket és tartós barátságokat teremtenek.